# Ferreruela de Huerva
Ferreruela de Huerva è un comune spagnolo di 80 abitanti situato nella comunità autonoma dell'Aragona.

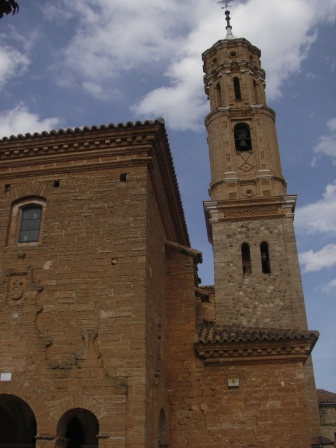
Campanile di Ferreruela de Huerva